# Atrichopogon setosus
Atrichopogon setosus är en tvåvingeart som beskrevs av Jean-Jacques Kieffer 1919. Atrichopogon setosus ingår i släktet Atrichopogon och familjen svidknott. Inga underarter finns listade i Catalogue of Life.